# Махінджаурі (станція)
Махінджау́рі (груз. მახინჯაური) — залізнична станція Грузинської залізниці, розташована в передмісті Батумі — Махінджаурі.

## Опис
Відстань до станції Батумі-Пасажирська — 2 км, до станції Батумі-Сортувальна — 4 км. Є однією із шести залізничних станцій на території Аджарії поряд зі станціями Очхамурі, Кобулеті, Чакві, Батумі-Пасажирська та Батумі-Сортувальна.
Будівля вокзалу має три квиткові каси, зал очікування, балкон на другому поверсі та службові приміщення.

## Історія
Відкрита 1883 року. Стала основним пасажирським вокзалом для мешканців Батумі після ліквідації перегону від станції Батумі-Сортувальна до колишнього вокзалу міста Батумі в 1996 році.
Оскільки станційне приміщення царської будівлі не могло вмістити збільшену кількість пасажирів і забезпечити їм комфортне перебування на платформі в очікуванні поїзда, 2006 року побудували новий сучасний вокзал, яка коштувала 3 мільйони доларів.
У травні 2010 року на станції відбулася презентація нового проєкту «Швидкісна залізниця — зі Тбілісі до Батумі за 3 години». На території станції замінили шляхи на нові. Це дозволило потягам розвивати максимальну швидкість до 120 км/год. Також громадськості презентували нові електропоїзди ВМК виробництва АТ «Вагонобудівна компанія». На презентації був присутні генеральний директор Грузинської залізниці Іраклій Езугбая та тодішній президент Грузії Михайло Саакашвілі.

## Пасажирське сполучення
До відкриття станції в центрі Батумі у 2015 році Махінджаурі стала кінцевою для денних і нічних пасажирських поїздів сполученням Батумі — Тбілісі і Тбілісі — Батумі. У курортний сезон — кінцевим пунктом потяга Єреван — Батумі. Оскільки на станції всього дві колії, то пасажирські вагони відстоювалися на станції Чакві або на Батумі-Сортувальній.
З приміських поїздів на станції зупиняються електропоїзди сполученням Батумі — Кутаїсі та Кутаїсі — Батумі, а також Батумі — Озургеті та Озургеті — Батумі. Електропоїзди також відстоюються на території станції Батумі-Сортувальна.